# Juan Elías Benavente
Juan Elías Benavente, nació en la Ciudad de Buenos Aires en 1866 y murió en 1926 en la misma ciudad. Fue un político y funcionario argentino durante el gobierno de Hipólito Yrigoyen. Fue gobernador interventor de la provincia de San Luis en forma provisoria desde el 8 de abril hasta el 8 de julio de 1822.
Benavente se casó con María Adela Rebasa, una mujer de la burguesía porteña, con quien tuvo cuatro hijos. Sus padres fueron funcionarios porteños. Era hijo de Gestionado Benavente y Guadalupe Fernández Segura.
En 1920, la provincia de San Luis sufría una crisis financiera e institucional provocada por las fuerzas conservadoras de esa provincia, quienes habían sido desplazadas del mando ejecutivo pero ejercían poder e influencia en la legislatura, donde retenían proyectos y programas de gobierno de urgencia para desplazar al gobierno radical de turno. Los conservadores se unieron en un bloque llamado Partido Liberal, cuya personalidad más notable fue Adolfo Rodríguez Saá "El Pampa". Esta unión logró la victoria en los comicios para la legislatura, dejando nuevamente a los radicales en minoría. El gobernador puntano Carlos Alric obstruido en todos sus actos de gobierno por la mayoría opositora, no pudo ni siquiera convocar a elecciones. En respuesta, el presidente Hipólito Yrigoyen ordenó una nueva intervención federal a San Luis, a la cual Alric le entregó el cargo.
En agosto de 1921 el gobernador Alric, le entregó el mando gubernativo al interventor nacional, Dr. Santiago Bellingeri, y el 24 de diciembre del mismo año, se hizo cargo del gobierno, como interventor el General Álvaro Luna.
Luna comprometido con su función de médico militar tuvo que delegar sus funciones por orden de la cúpula militar el 8 de abril en su ministro quien entonces era Juan Elías Benavente. 
Benavente desde el primer momento de su asunción trato de administrar la provincia que se encontraba en total quiebra económica, sus primeras funciones fueron gestionar convenios con ambas cámaras de la legislatura puntana en manos opositoras que trababan todo proyecto de progreso, intentó llamar sin éxito a elecciones siendo denegado por la misma legislatura provincial. El 8 de julio, Luna retoma el cargo y vuelve a convocar a elecciones sin éxito y el 15 de ese mes se incorporó a su gabinete el doctor Pablo Cubas como ministro de Gobierno, en tanto Juan Elías Benavente se hacía cargo de la cartera de Hacienda. Pronto, sin embargo, la intervención comenzó a desintegrarse: Luna se fue a Buenos Aires y no volvió. El 20 se marchó Benavente y se hizo cargo de ambas carteras el subsecretario Julio A. Niño. Cubas se hace cargo de la provincia para entregar el mando a funcionarios locales.